# Списак епизода серије 12 речи

12 речи је српска тв серија која се приказује од 21. новембра 2020. године на Суперстар ТВ а репризно од 2021 и на телевизији Прва. 
Снимање 3. сезоне је у току. 

## Преглед
| Сезона | Сезона | Епизоде | Епизоде | Оригинално емитовање | Оригинално емитовање |
| Сезона | Сезона | Епизоде | Епизоде | Премијера            | Финале               |
| ------ | ------ | ------- | ------- | -------------------- | -------------------- |
|        | 1.     | 12      | 12      | 21. новембар 2020.   | 27. децембар 2020.   |
|        | 2.     | 12      | 12      | 15. новембар 2023.   | 30. новембар 2023.   |
|        | 3.     | 10      | 10      | 2025.                | 2025.                |

## Епизоде

### 1. сезона (2020)
| Бр. еп. (укупно) | Бр. еп. (у сезони) | Наслов   | Редитељ        | Сценариста                                                                                           | Премијера          |
| ---------------- | ------------------ | -------- | -------------- | --- | ------------------ |
| 1                | 1                  | Голуб    | Јелена Столица | Маријана Чулић, Немања Николић, Марко Милосављевић, Стеван Спасић, Марија Цветковић и Јелена Столица | 21. новембар 2020. |
| 2                | 2                  | Граница  | Јелена Столица | Маријана Чулић, Немања Николић, Марко Милосављевић, Стеван Спасић, Марија Цветковић и Јелена Столица | 22. новембар 2020. |
| 3                | 3                  | Сат      | Јелена Столица | Маријана Чулић, Немања Николић, Марко Милосављевић, Стеван Спасић, Марија Цветковић и Јелена Столица | 28. новембар 2020. |
| 4                | 4                  | Студент  | Јелена Столица | Маријана Чулић, Немања Николић, Марко Милосављевић, Стеван Спасић, Марија Цветковић и Јелена Столица | 29. новембар 2020. |
| 5                | 5                  | Улица    | Јелена Столица | Маријана Чулић, Немања Николић, Марко Милосављевић, Стеван Спасић, Марија Цветковић и Јелена Столица | 5. децембар 2020.  |
| 6                | 6                  | Кремпите | Јелена Столица | Маријана Чулић, Немања Николић, Марко Милосављевић, Стеван Спасић, Марија Цветковић и Јелена Столица | 6. децембар 2020.  |
| 7                | 7                  | Кеса     | Јелена Столица | Маријана Чулић, Немања Николић, Марко Милосављевић, Стеван Спасић, Марија Цветковић и Јелена Столица | 12. децембар 2020. |
| 8                | 8                  | Трафо    | Јелена Столица | Маријана Чулић, Немања Николић, Марко Милосављевић, Стеван Спасић, Марија Цветковић и Јелена Столица | 13. децембар 2020. |
| 9                | 9                  | Бункер   | Јелена Столица | Маријана Чулић, Немања Николић, Марко Милосављевић, Стеван Спасић, Марија Цветковић и Јелена Столица | 19. децембар 2020. |
| 10               | 10                 | Рођендан | Јелена Столица | Маријана Чулић, Немања Николић, Марко Милосављевић, Стеван Спасић, Марија Цветковић и Јелена Столица | 20. децембар 2020. |
| 11               | 11                 | Ћелија   | Јелена Столица | Маријана Чулић, Немања Николић, Марко Милосављевић, Стеван Спасић, Марија Цветковић и Јелена Столица | 26. децембар 2020. |
| 12               | 12                 | Кина     | Јелена Столица | Маријана Чулић, Немања Николић, Марко Милосављевић, Стеван Спасић, Марија Цветковић и Јелена Столица | 27. децембар 2020. |

### 2. сезона (2023)
| Бр. еп. (укупно) | Бр. еп. (у сезони) | Наслов   | Редитељ        | Сценариста     | Премијера          |
| ---------------- | ------------------ | -------- | -------------- | -------------- | ------------------ |
| 13               | 1                  | Клешта   | Јелена Столица | Јелена Столица | 15. новембар 2023. |
| 14               | 2                  | Пиштољ   | Јелена Столица | Јелена Столица | 16. новембар 2023. |
| 15               | 3                  | Ракија   | Јелена Столица | Јелена Столица | 17. новембар 2023. |
| 16               | 4                  | Капсула  | Јелена Столица | Јелена Столица | 20. новембар 2023. |
| 17               | 5                  | Цигарета | Јелена Столица | Јелена Столица | 21. новембар 2023. |
| 18               | 6                  | Телефон  | Јелена Столица | Јелена Столица | 22. новембар 2023. |
| 19               | 7                  | Ковчег   | Јелена Столица | Јелена Столица | 23. новембар 2023. |
| 20               | 8                  | Мета     | Јелена Столица | Јелена Столица | 24. новембар 2023. |
| 21               | 9                  | Камера   | Јелена Столица | Јелена Столица | 27. новембар 2023. |
| 22               | 10                 | Шлепер   | Јелена Столица | Јелена Столица | 28. новембар 2023. |
| 23               | 11                 | Машиница | Јелена Столица | Јелена Столица | 29. новембар 2023. |
| 24               | 12                 | Коњ      | Јелена Столица | Јелена Столица | 30. новембар 2023. |

### 3. сезона (2025)
| Бр. еп. (укупно) | Бр. еп. (у сезони) | Наслов | Редитељ        | Сценариста     | Премијера |
| ---------------- | ------------------ | ------ | -------------- | -------------- | --------- |
| 25               | 1                  |        | Јелена Столица | Јелена Столица | 2025.     |